# Anna Thalhammer

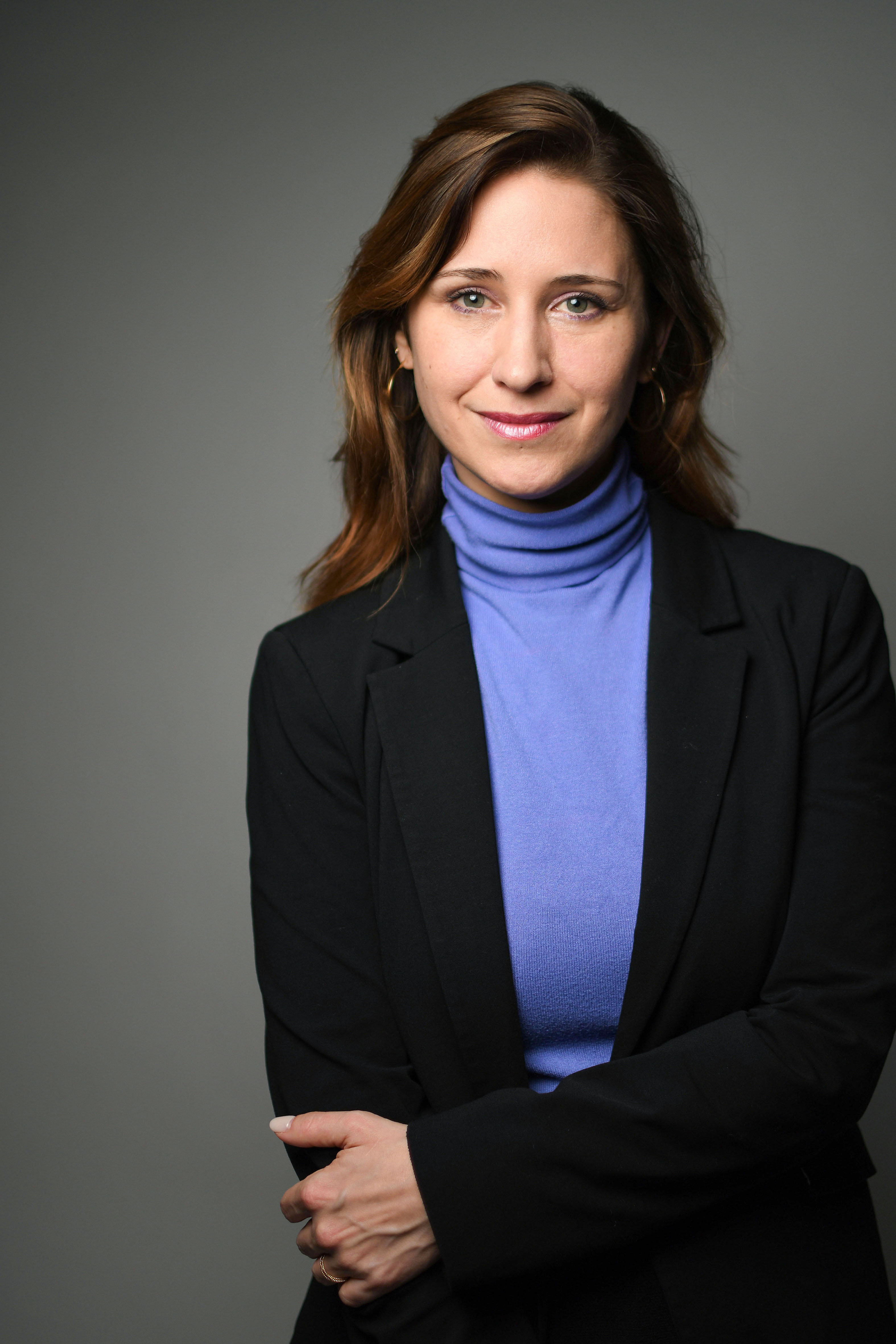
Anna Thalhammer (2024)

Anna Thalhammer (* 9. August 1985 in Ried im Innkreis) ist eine österreichische Journalistin. Nach mehreren Jahren bei der Tageszeitung Die Presse, seit 2019 als Chefreporterin, ist sie seit 1. März 2023 Chefredakteurin der Zeitschrift profil. Seit Jänner 2025 ist sie zusätzlich  Herausgeberin mit Budgethoheit für die profil Redaktion.

## Ausbildung
Anna Thalhammer besuchte ab 1995 das Gymnasium in Bad Ischl. Nach der Matura im Jahr 2003 studierte sie bis 2005 Germanistik an der Universität Salzburg. 2005 wechselte sie an die Universität Wien und studierte dort mit den Schwerpunkten Cultural Studies, Jiddische Literatur, DDR-Literatur sowie Wahnsinn in der Literatur Judaistik im Bakkalaureats- und Deutsche Philologie im Diplomstudium. Letzteres schloss sie 2010 am Institut für Germanistik bei Michael Rohrwasser mit ihrer Diplomarbeit Literatur und Politik in der DDR im Kampf um die Macht. Volker Brauns Hinze-Kunze-Roman mit dem akademischen Grad Magistra der Philosophie (Mag. phil.) ab.
Da ihr Vater, der – wie Anna Thalhammer im März 2023 im Vorstellungsleitartikel im profil schrieb – in einem Armenhaus groß geworden ist, der Meinung gewesen war, „man müsse sich sein Geld selbst verdienen“, begann sie studienbegleitend im Kurier-Medienhaus zu arbeiten. Dieser Studentenjob mit Korrekturarbeiten, in dem sie neun Euro die Stunde verdiente, war ihre „erste Station im Journalismus“. Von 2005 bis 2007 war sie beim Unternehmen Science Communications in Wien als Texterin und im Marketing tätig.

## Beruf
Ab Februar 2007 arbeitete sie bei der Tageszeitung Kurier als Redakteurin in der „Wien-Chronik“ und in der Schlussredaktion. Von September 2010 bis Mai 2012 war sie als Chefin vom Dienst bei der Zeitschrift biber, ab Juni 2012 bei der Boulevardzeitung Heute als Redakteurin in der „Wien-Chronik“ tätig. Im Jahr 2015 wechselte sie zur Presse und war dort seit 2017 Mitglied der Innenpolitik-Redaktion sowie ab 2019 Chefreporterin.
Am 19. Dezember 2022 wurde bekannt, dass sie – in Nachfolge von Christian Rainer – zur Chefredakteurin des zur Kurier-Media-Gruppe gehörenden Nachrichtenmagazins profil bestellt wurde.
Im Jänner 2025 übertrug ihr der Aufsichtsrat von profil auf Vorschlag von Geschäftsführer Richard Grasl die Herausgeberschaft mit Budgethoheit.

## Wirken
Anna Thalhammer war im Jahr 2017 maßgeblich an Enthüllungen von Dirty-Campaigning-Methoden rund um den SPÖ-Berater Tal Silberstein bei der Nationalratswahl in Österreich 2017 beteiligt (Silberstein-Affäre). Nach der Wahl und noch vor der Angelobung der einzelnen Abgeordneten im Nationalrat enthüllte sie Vorwürfe der sexuellen Belästigung von Frauen, die den ehemaligen Nationalratsabgeordneten Peter Pilz belasteten. Dieser erreichte bei der Wahl mit der gleichnamigen Liste Peter Pilz 4,41 Prozent, nahm aber sein Mandat aufgrund dieser und weiterer Vorwürfe gegen ihn zunächst nicht an.
Im November 2019 wurde bekannt, dass im Rahmen der BVT-Affäre am 10. Mai 2019 durch das Bundesamt zur Korruptionsprävention und Korruptionsbekämpfung versucht wurde, das Mobiltelefon von Thalhammer beschlagnahmen zu lassen, um ihre Informanten zu identifizieren. Auch das Gerät der NEOS-Abgeordneten Stephanie Krisper sollte konfisziert werden. Die Staatsanwaltschaft Wien lehnte diese Ansinnen Anfang Juli ab.
Im Frühjahr 2021 kam es zu einem weiteren außergewöhnlichem Vorfall: Die Wirtschafts- und Korruptionsstaatsanwaltschaft wollte die Journalistin strafrechtlich verfolgen lassen, weil sie die Tatbestände der üblen Nachrede, der Verleumdung und der Beleidigung der Behörde verwirklicht sahen. Dieser Vorgang führte zu großer Aufregung. Es wurden jedoch keine Ermittlungen eingeleitet, da die zuständige Oberstaatsanwaltschaft Wien keinen Anfangsverdacht sah.
Als Chefreporterin der Presse richtete sie einen Fokus auf das Thema „Korruption in Österreich“; sie ist Expertin für Geheimdienste und bearbeitete in internationalen Recherchekooperationen den Fall rund um Wirecard. Dabei beleuchtete sie vor allem das fragliche Leben des Ex-Wirecard-Vorstands Jan Marsalek und seine Kontakte zu Geheimdiensten. International wurden ihre Recherchen aufgegriffen und zitiert.
In einer Serie in Die Presse („Der Maulwurf-Akt“) widmete sie sich dem früheren BVT-Mitarbeiter Egisto Ott und Jan Marsalek, kurz danach versuchte Ott Anna Thalhammer sowohl persönlich als auch privat zu diskreditieren. Dabei wurde sie auf der Straße von russischen Agenten verfolgt.

## Privates
Anna Thalhammer ist Mutter einer Tochter.

## Werke
- Literatur und Politik in der DDR im Kampf um die Macht. Volker Brauns Hinze-Kunze-Roman. Diplomarbeit an der Universität Wien. Wien Dezember 2010, doi:10.25365/thesis.12986.[1]
- Die Affäre Silberstein. In: Andreas Khol, Günther Ofner, Stefan Karner, Dietmar Halper (Hrsg.): Österreichisches Jahrbuch für Politik 2017. (= Publikation der Politischen Akademie der ÖVP) Böhlau, Wien/Köln/Weimar 2018, ISBN 978-3-205-20731-3, S. 111–120

## Auszeichnungen
- 2011: Prälat-Leopold-Ungar-Anerkennungspreis: Kategorie Print (biber)[15] für den Artikel Die Homo-Hölle.[16][17]
- 2017: Journalist des Jahres: Kategorie Innenpolitik: Platz 2
- 2018: Journalist des Jahres, Kategorie Innenpolitik, Top 10
- 2019: Journalist des Jahres: Kategorie Innenpolitik: Platz 4
- 2020: Journalist des Jahres: Kategorie Innenpolitik, Platz 4
- 2021: Journalist des Jahres: Kategorie Investigativjournalistin des Jahres, Platz eins
- 2022: Journalist des Jahres, Gesamtwertung Platz drei
- 2023: Journalist des Jahres Platz 2 in der Kategorie „Chefredaktion“, Platz 4 der Gesamtwertung.